# Marie Rollerová

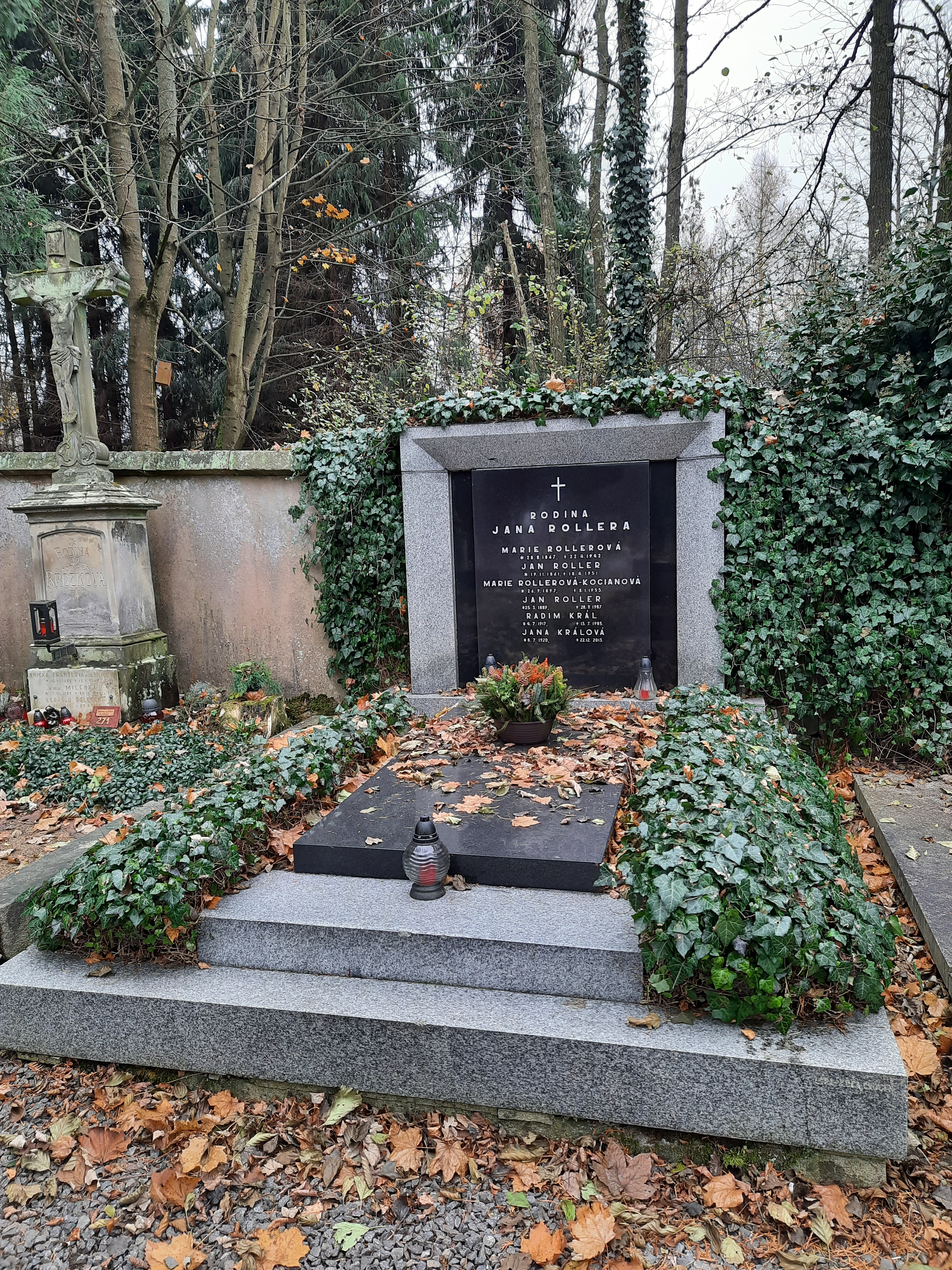
Hrob rodiny Marie Rollerové na Městském hřbitově v Ústí nad Orlicí

Marie Rollerová, křtěná Marie Anna, rozená Kocianová (26. září 1897 Ústí nad Orlicí – 8. ledna 1955 Ústí nad Orlicí), byla česká středoškolská profesorka, spisovatelka, prozaička a dramatička.

## Život
Narodila se v Ústí nad Orlicí v rodině ředitele kůru Petra Kociana a jeho ženy Marie rozené Svátkové. Marie měla čtyři sourozence, bratra Josefa a sestry Amálii, Annu a nejmladší Ellu, která však zemřela brzy po narození. Od dětských let byla obklopena hudbou, její otec totiž doma vyučoval hru na klavír a ona sama také zpívala v pěveckém sboru. Velký vliv na ní měli i její bratranci Jaroslav a Quido.
Základní školu absolvovala v rodném městě a následně odešla do Prahy, kde v roce 1908 započala studium na dívčím gymnáziu Minerva a bydlela v dívčím penzionátu Záštita. Na studiích byla podporována svým strýcem spisovatelem Josefem Svátkem. Během pražských studií začaly i její první literární pokusy, psala drobné texty ze školního prostředí, o domově a baletu, který ji v mládí inspiroval. Studium v Praze však mělo neblahý vliv na její zdraví, onemocněla vážnou plicní chorobou, se kterou se několikrát léčila i u Jaderského moře a v sextě dokonce denní studium přerušila, léčila se doma v Ústí a do Prahy dojížděla na zkoušky.
Maturitní zkoušku na gymnáziu Minerva složila ve školním roce 1915/1916 úspěšně a následně nastoupila na Filozofickou fakultu Karlovy univerzity na obor český jazyk – dějepis. Během svého studia na Filozofické fakultě byla hospitantkou na ústecké obecné chlapecké škole, kde se seznámila se svým budoucím manželem, učitelem Janem Rollerem. Vysokoškolské studium v roce 1917 ukončila a vrátila se do rodného města a koncem července téhož roku se za něho provdala. Se svým mužem měli dvě dcery, starší Marii (1918-1992), později provdanou Mátlovou a mladší Janu (1920-2013), provdanou Královou. Krátce po svatbě na čas opustila Ústí a následovala manžela, který byl přeložen do školy ve Skalici na moravsko slovenském pomezí, ale zhruba po půl roce se rodina vrátila do Ústí nad Orlicí a usadili se zde již natrvalo.
Psala převážně povídky, kulturní črty a fejetony. Úspěšné byly i její pokusy o drama, když mezi nejúspěšnější patří divadelní hra Soukeníci. Hrála rovněž divadlo, byla členkou Ústeckého souboru Vicena, režisérkou i autorkou divadelních her a v roce 1940 se zúčastnila se svojí hrou 10. Jiráskova Hronova. Hra měla velký úspěch a byla poctěna i cenou Máje.
Marie Rollerová na počátku padesátých let vážně onemocněla a své nemoci, leukémii, podlehla 8. ledna 1955 a byla pohřbena na Městském hřbitově v Ústí nad Orlicí.
Př příležitosti 100. výročí narození byla na jejím rodném domě umístěna pamětní deska a rovněž jí bylo uděleno čestné občanství města Ústí nad Orlicí in memoriam.

## Dílo (výběr)
Marie Rollerová psala povídky, kulturní črty, divadelní hry a fejetony. Její díla, vesměs drobného rozsahu, zveřejňovaly jako fejetony či sloupky Národní listy, byly i čteny v rozhlase.
- 1921 – Na Vánoce (povídka)
- 1922 – Velikonoce (povídka)
- 1923 – O Babičce (autobiografická povídka)
- 1926 – Lídiny námluvy (povídka)
- 1928 – Nad Pasekou
- 1929 – Mařenka a Honzíček (povídka)
- 1931 – Pohádky pro ty, které dnes srdce bolí
- 1932 – Na výletě (povídka)
- 1933 – Naše hedvábí; Na půlnoční; Ze staré Ousti (tři obrázky z ústeckého hudebního života); Na ústecké pouti
- 1934 – Mládí v písničkách; Staré oustecké vostatky; Pašijový týden na starém kůře; Povídka Májová; Kde domov můj. Když u nás prvně zazněla (kratičká divadelní hra)
- 1935 – Do nového roku; O starodávném božím těle; Prosinec; Velikonoce; Zpěv mého domova; Manželé Rettigovi v Ústí nad Orlicí (povídka); Babička a vnučka (povídka); O mamince (autobiografická povídka); Stará muzikantská Oušť (fejeton)[4]
- 1936 – Když si náš dědeček babičku bral (povídka); Jan Ludevít Lukes; Sto let ochotnického divadla v Ústí nad Orlicí
- 1938 – Proč mlčíme?; Město v bouři (fejeton v NL);[5] Betlémy v Ústí nad Orlicí; Tkadlec (povídka); Revoluční obrázky z Ústí nad Orlicí (povídka); Předvelikonoční (povídka)
- 1939 – Tři měsíce; Knihy mého dětství; Soukeníci (divadelní hra z roku 1870 o třech dějstvích)[6]
- 1941 – O tatínkovi
- 1944 – Ústecké babičky a prababičky
- 1953 – Vzpomínáme (črta)